# Gratianus (právník)
Gratianus (přelom 11. a 12. století Chiusi – před r. 1160 Bologna) byl profesor práva a teologie na boloňské univerzitě. O jeho životě se ví velmi málo, tradičně se uváděl jako kamaldulský mnich, žijící v boloňském klášteře San Felice, ovšem ani tato informace se již dnes nezdá samozřejmou.
Před rokem 1140 provedl soupis církevního práva a vydal ho pod názvem Concordantia discordantium canonum (a který je dnes známý jako Gratiánův dekret), kde se snažil získat soulad v do té doby roztříštěném a někdy si odporujícím církevním právu.